# 64547 Saku
64547 Saku è un asteroide della fascia principale. Scoperto nel 2001, presenta un'orbita caratterizzata da un semiasse maggiore pari a 2,4825045 UA e da un'eccentricità di 0,0925553, inclinata di 7,34419° rispetto all'eclittica.